# U-41 (tàu ngầm Đức) (1939)
U-41 là một tàu ngầm tuần dương  Lớp Type IX thuộc phân lớp Type IXA được Hải quân Đức Quốc Xã chế tạo trước Chiến tranh Thế giới thứ hai. Nhập biên chế năm 1939, nó đã thực hiện được ba chuyến tuần tra, đánh chìm được năm tàu buôn với tổng tải trọng 22.815 GRT, gây hư hại cho một tàu buôn tải trọng 8.096 GRT, đồng thời chiếm được hai tàu buôn với tổng tải trọng 2.073 GRT như chiến lợi phẩm. Trong chuyến tuần tra cuối cùng, U-41 bị tàu khu trục HMS Antelope thả mìn sâu đánh chìm trong Đại Tây Dương về phía Nam Ireland vào ngày 5 tháng 2, 1940.

## Thiết kế và chế tạo

### Thiết kế
Thiết kế của tàu ngầm Type IX là phiên bản cải biến từ tàu ngầm Type IA. Chúng có trọng lượng choán nước 1.032 t (1.016 tấn Anh) khi nổi và 1.153 t (1.135 tấn Anh) khi lặn). Con tàu có chiều dài chung 76,50 m (251 ft 0 in), lớp vỏ trong chịu áp lực dài 58,75 m (192 ft 9 in), mạn tàu rộng 6,51 m (21 ft 4 in), chiều cao 9,40 m (30 ft 10 in) và mớn nước 4,70 m (15 ft 5 in).
Chúng trang bị hai động cơ diesel MAN M 9 V 40/46 siêu tăng áp 9-xy lanh 4 thì, tổng công suất 4.400 PS (3.200 kW; 4.300 bhp), dẫn động hai trục chân vịt đường kính 1,92 m (6,3 ft), cho phép đạt tốc độ tối đa 18,2 kn (33,7 km/h), và tầm hoạt động tối đa 10.500 nmi (19.400 km) khi đi tốc độ đường trường 10 kn (19 km/h). Khi đi ngầm dưới nước, chúng sử dụng hai động cơ/máy phát điện Siemens-Schuckert 2 GU 345/34 tổng công suất 1.000 PS (740 kW; 990 shp). Tốc độ tối đa khi lặn là 7,7 kn (14,3 km/h), và tầm hoạt động 65–78 nmi (120–144 km) ở tốc độ 4 kn (7,4 km/h). Con tàu có khả năng lặn sâu đến 230 m (750 ft).
Vũ khí trang bị có sáu ống phóng ngư lôi 53,3 cm (21 in), bao gồm bốn ống trước mũi và hai ống phía đuôi, và mang theo tổng cộng 22 quả ngư lôi 53,3 cm (21 in). Tàu ngầm Type IX trang bị một hải pháo 10,5 cm (4,1 in) SK C/32 với 110 quả đạn, một pháo phòng không 3,7 cm (1,5 in) SK C/30 và hai pháo phòng không 2 cm (0,79 in) C/30. Thủy thủ đoàn bao gồm 4 sĩ quan và 44 thủy thủ.

### Chế tạo
U-41 được đặt hàng vào ngày 21 tháng 11, 1936, rõ ràng là một vi phạm những điều khoản của Hiệp ước Versailles, và được đặt lườn tại xưởng tàu AG Weser của hãng DeSchiMAG ở Bremen vào ngày 27 tháng 11, 1937. Nó được hạ thủy vào ngày 28 tháng 1, 1939, và nhập biên chế cùng Hải quân Đức Quốc Xã vào ngày 22 tháng 4, 1939 dưới quyền chỉ huy của Hạm trưởng, Trung úy Hải quân Gustav-Adolf Mugler.

## Lịch sử hoạt động

### 1939

#### Chuyến tuần tra thứ nhất
U-41 khởi hành từ cảng Wilhelmshaven vào ngày 19 tháng 8, 1939 cho chuyến tuần tra đầu tiên nhằm chuẩn bị cho Chiến tranh Thế giới thứ hai sắp nổ ra. Chiếc tàu ngầm tiến ra Bắc Hải, rồi băng qua khe GIUK giữa quần đảo Faroe và Iceland để hoạt động trong vùng biển Bắc Đại Tây Dương dọc phía Tây quần đảo Anh cho đến ngoài khơi eo biển Gibraltar. Nó không đánh chìm được mục tiêu nào trong Đại Tây Dương, nhưng trong hành trình quay trở về căn cứ, chiếc tàu ngầm đã bắt giữ như chiến lợi phẩm hai tàu buôn Phần Lan Vega 974 GRT và Suomen Poika 1.099 GRT tại Bắc Hải, do chúng đang vận chuyển hàng hóa sang Anh. U-41 áp giải Vega và Suomen Poika đến Wilhelmshaven vào ngày 17 tháng 9.

#### Chuyến tuần tra thứ hai
Xuất phát từ Wilhelmshaven vào ngày 7 tháng 11 cho chuyến tuần tra thứ hai, U-41 lại băng qua khe GIUK giữa các quần đảo Shetland và Faroe để hoạt động dọc phía Tây quần đảo Anh cho đến vịnh Biscay. Vào ngày 12 tháng 11, ở vị trí về phía quần đảo Flannan, Scotland, nó đã đánh chìm tàu đánh cá Anh Cresswell 275 GRT bằng hải pháo; và tàu chở dầu Na Uy Arne Kjøde 11.019 GRT bằng ngư lôi. Bốn ngày sau đó 16 tháng 11, các tàu vũ trang hộ tống cho Đoàn tàu SL 7 đã truy đuổi và thả mìn sâu tấn công chiếc tàu ngầm trong suốt 20 giờ, nhưng nó đã thoát được mà không bị hư hại. Đến ngày 19 tháng 11, U-41 tiêu phí đến bốn quả ngư lôi mới đánh chìm được tàu buôn Anh Darino 1.351 GRT ở vị trí về phía Tây Ortegal, Tây Ban Nha; và vào ngày 21 tháng 11, đến lượt tàu đánh cá Pháp Les Barges II 296 GRT bị đánh chìm bằng hải pháo trong vịnh Biscay. U-41 kết thúc chuyến tuần tra và về đến Wilhelmshaven vào ngày 7 tháng 12.

### 1940

#### Chuyến tuần tra thứ ba - Bị mất
Sau khi chuyển căn cứ hoạt động từ Wilhelmshaven đến Heligoland vào cuối tháng 1, 1940, U-41 xuất phát từ đây vào ngày 27 tháng 1 cho chuyến tuần tra thứ ba để hoạt động trong vùng biển Đại Tây Dương về phía Tây Nam Ireland. Vào ngày 5 tháng 2, lúc 03 giờ 32 phút, chiếc tàu ngầm phóng ngư lôi tấn công, đánh trúng và gây hư hại cho Ceronia 8.096 GRT, nhưng chiếc tàu chở dầu Hà Lan vẫn tiếp tục đi đến cảng bằng chính động lực của mình. Đến 13 giờ 10 phút, U-41 phóng ngư lôi tấn công Đoàn tàu OA 84 và đánh chìm được tàu buôn Anh Beaverburn 9.874 GRT ở vị trí 150 mi (240 km) về phía Nam Berehaven, Ireland.
Ngay sau đó, U-41 bị chiếc HMS Antelope, một tàu khu trục lớp A  thả mìn sâu tấn công. U-41 bị đánh chìm ngoài khơi bờ biển phía Nam Ireland, tại tọa độ 49°20′B 10°04′T / 49,333°B 10,067°T. Toàn bộ 49 thành viên thủy thủ đoàn của U-41 đều tử trận.

### Tóm tắt chiến công
U-41 đã đánh chìm được năm tàu buôn với tổng tải trọng 22.815 GRT, gây hư hại cho một tàu buôn tải trọng 8.096 GRT, đồng thời chiếm được hai tàu buôn với tổng tải trọng 2.073 GRT như chiến lợi phẩm:
| Ngày              | Tên tàu       | Quốc tịch | Tải trọng | Số phận                  |
| ----------------- | ------------- | --------- | --------- | ------------------------ |
| 16 tháng 9, 1939  | Suomen Poika  | Phần Lan  | 1.099     | Chiếm như chiến lợi phẩm |
| 16 tháng 9, 1939  | Vega          | Phần Lan  | 974       | Chiếm như chiến lợi phẩm |
| 12 tháng 11, 1939 | Arne Kjøde    | Na Uy     | 11.019    | Bị đánh chìm             |
| 12 tháng 11, 1939 | Cresswell     | Anh Quốc  | 275       | Bị đánh chìm             |
| 19 tháng 11, 1939 | Darino        | Anh Quốc  | 1.351     | Bị đánh chìm             |
| 21 tháng 11, 1939 | Les Barges II | Pháp      | 296       | Bị đánh chìm             |
| 5 tháng 2, 1940   | Beaverburn    | Anh Quốc  | 9.874     | Bị đánh chìm             |
| 5 tháng 2, 1940   | Ceronia       | Hà Lan    | 8.096     | Bị hư hại                |